# Lina Iseni
Lina Iseni (* 1. Juni 2008) ist eine nordmazedonische Leichtathletin, die sich auf den Dreisprung spezialisiert hat.

## Sportliche Laufbahn
Erste internationale Erfahrungen sammelte Lina Iseni im Jahr 2024, als sie bei den U20-Balkan-Hallenmeisterschaften in Belgrad mit 10,74 m den achten Platz im Dreisprung belegte. Im Sommer gelangte sie bei den U18-Balkan-Meisterschaften in Maribor mit 10,89 m auf den 16. Platz im Dreisprung und wurde im Weitsprung mit 5,07 m 17. Im Jahr darauf belegte sie bei den U20-Balkan-Hallenmeisterschaften in Sofia mit 11,44 m den achten Platz im Dreisprung.
2023 wurde Iseni nordmazedonische Meisterin im Dreisprung.

## Persönliche Bestleistungen
- Weitsprung: 5,07 m, 6. Juli 2024 in Maribor
- Dreisprung: 11,46 m, 27. Mai 2023 in Skopje